# 虐待老人

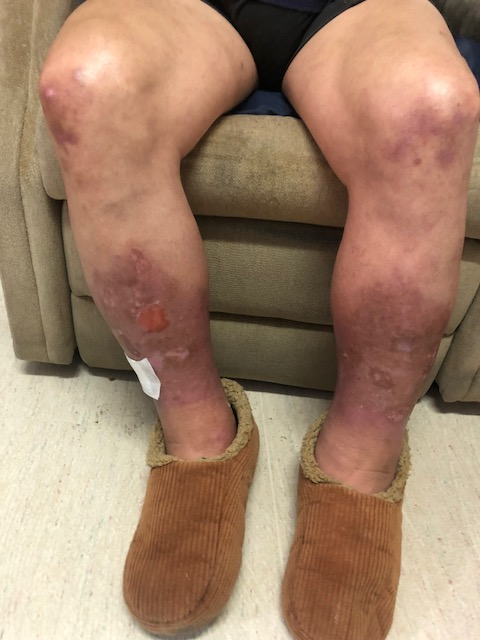
一间养老院对老人的虐待

虐待老人 (也称“高龄人虐待”、“不尽孝”)是“在本应相互信任、期待的关系中，他人對老年人作出不合适的行为，此類行為會对老年人造成伤害和痛苦。”这一来自不列颠的反对虐待老人行动组织的定义被世界卫生组织采纳。有國家出台法律保护老年人，防止他们受到虐待。
虐待老人的核心元素是老年人信任当事人，但是后者成为了施虐者。因此，这包括老年人熟知的人或与他们有关系的人，例如爱人、同伴或家庭成员、邻居，或老年人所依赖为生的服务人员。虐待老人有许多形式，它可以被认定是家庭暴力。
虽然各种形式都可以被算为虐待老人，但是这不包括对老年人的普通犯罪活动，例如入室抢劫，当街“摸兜”，或“趁其不备行窃”。
赡养人虐待老人是一个全球性问题。2002年，世界卫生组织在全球范围内呼吁关注老年人虐待。多年来，政府机构和社区专业组织，都将虐待老人视为社会问题。
2006年，国际预防虐待老人网络(INPEA)将6月15日定为世界虐待老人警示日(WEAAD)，当天，全球会举办更多的活动来警惕虐待老人，关注相关挑战。

## 形式
虽然各国在虐待老人上都有共同问题，但是历史、文化、经济和社会都存在独特的问题，即在国内对老年人的认识问题。最基本的共性在于使用权力控制个人来影响其它老人的幸福和地位。
虐待老人有几种形式，包括：
- 物理虐待:
- 精神虐待:
- 经济虐待:
- 诈骗:
- 性虐待:
- 怠慢:
- 混合经济剥削(HFE):

此外，美国有的州郡法律规定下列也是虐待老人：
- 遗弃:
- 剥夺权益:
- 自我疏忽:

制度性虐待 指代当对受赡养老人应当得到照顾和赡养时遭到权益剥夺，受到物理和心理的伤害。

## 健康后果
虐待老人的健康后果十分严重。虐待老人可以摧毁老人的生活治品質，例如：
- 功能性能力下降
- 增加依赖性
- 增加绝望感
- 增加压力
- 心理状况变差
- 过早死亡或发病
- 抑郁或痴呆
- 营养不良
- 褥疮[9]
- 死亡

相对于其他老人来说，受到虐待的老人在死亡率上要高出三倍。

## 衍生虐老的危機因素
有研究或統計數字顯示，受虐長者與施虐者的某些特質或處境，往往較易引發虐待長者的事件產生。一般來說，它們會被視作導致虐老的危機因素，而其中值得各方留意的危機因素如下：

### 高危長者
1. 年齡：長者年齡愈高，受虐危機愈大。
2. 夫婦年齡差距：長者夫婦之間年齡差距愈大（例如老夫少妻），年長一方受虐機會愈大。
3. 健康轉差：若長者身體及精神健康轉差（例如患上老年痴呆症等疾病），需要依賴別人照顧，受虐危機愈大。
4. 居住安排：受虐長者較多是與他人同住（例如與自己的配偶、成年子女家庭等），其人際關係又較為疏離甚至陷於孤立。
5. 缺乏資源：受虐長者較多為資源困乏者，須依靠他人照顧。
6. 新近喪親：新近喪親的長者，生活起居若需要依賴他人照顧，又或缺乏經驗獨立處理私人財產者，往往較易成為被虐的對象(例如財產被侵吞等)。

### 施虐者的特質
1. 年齡：施虐者多較受虐長者年輕。
2. 性別：普遍來說，男性施虐者較女性為多。
3. 精神或行為問題：若為精神病患，又或有酗酒、吸毒、暴力、反社會等不良行為，則較易成為傷害長者的施虐者。
4. 與受虐者的關係：大多數的施虐者為受虐長者的家人，尤以其成年子女、媳婿及配偶為甚。
5. 依賴者：長者的成年子女若為失業者或未婚，而在財務支出、居住照顧及其他生活層面上，需要依賴其年長父母者，則較易成為傷害長者的施虐者。

## 脚注
1. ↑  elderabus.org.uk （页面存档备份，存于）, accessed October 12, 2007.
2. ↑  Cook-Daniels,L., (2003b, January/February). "2003 is the year elder abuse hits the international state." Victimization of the Elderly and Disabled. 5, 65-66, 76.
3. ↑  Rinkler, A.G., (2009). "Recognition and perception of elder abuse by prehospital and hospital-based care providers." Archives of Gerontology and Geriatrics. 48, 110-115.
4. ↑  International Network for the Prevention of Elder Abuse[永久], accessed June 26, 2007.
5. ↑  Robinson, De Benedictis, Segal. . Help Guide.   [15 December 2012]. （原始内容存档于2012年12月11日）.
6. ↑  . Administration on Aging.   [17 December 2012]. （原始内容存档于2012年12月20日）.
7. ↑  .   [2014-10-01]. （原始内容存档于2012-03-10）.
8. ↑  Dong, X. (2005). "Medical Implications of Elder Abuse and Neglect." Clinics in Geriatric Medicine. 21:293-313.
9. ↑   (PDF). Downtown L.A. Law Group.   [2013-09-24]. （原始内容存档 (PDF)于2016-03-04）.
10. ↑  American Medical Association White Paper on Elderly Health. (1990). "report on the Council on Scientific Affairs." Arch Intern Med. 150:2459-72.

## 更多阅读
- Nerenberg, Lisa Elder Abuse Prevention: Emerging Trends and Promising Strategies (2007)